# کوه ونامو
کوه ونامو (به لاتین: Mount Venamo) یک کوه در گویان است که در ایالت بولیوار واقع شده‌است. کوه ونامو ۱٬۸۹۰ متر بالاتر از سطح دریا واقع شده‌است.